# Émile Aubry
Ne doit pas être confondu avec Émile Abry.
Pour les articles homonymes, voir Aubry.
Émile Aubry est un peintre français né le 18 avril 1880 à Sétif et mort le 9 janvier 1964 à Voutenay-sur-Cure. Né en Algérie, il reste très attaché à ce pays, notamment à travers ses œuvres.

## Biographie
Fils d'un médecin militaire, il fait ses classes au lycée Janson-de-Sailly d'où il garde une solide imprégnation de la culture gréco-latine. Il est également élève aux Beaux-Arts de Paris, qu'il intègre en 1901 en rejoignant les ateliers de Jean-Léon Gérôme et Gabriel Ferrier. Il se distingue dès 1903 au concours de l'esquisse peinte, et reçoit un second grand prix de Rome en 1905 pour son Silène enchaîné. Il obtient finalement le Prix de Rome de peinture en 1907 pour son Virgile, en même temps que son camarade Louis Billotey, ce qui lui permet de séjourner à la villa Médicis à Rome.
Il réalisa la plupart de ses tableaux dans son atelier parisien de la rue Chaptal. Ses études de lettres l'inspirent dans des toiles à sujets tirés de la fable antique (Pastorale ; Chevauchée des Centaures), qui lui permettent également d'étudier le nu héroïque, comme la plupart de ses contemporains de l'Art Déco. Aubry s'inspire également de la beauté et de la spiritualité des textes bibliques : Jésus au bord du lac, Au pied de la croix, Adoration.
Après cinq années en tant que simple soldat, il peint l'Hommage aux morts de la Guerre pour la mairie du 5e arrondissement de Paris. Il réalise l'immense décor de l'Opéra d'Alger, son chef-d'œuvre. Il réalise aussi plusieurs toiles pour le pavillon de l'Algérie à l'exposition coloniale de 1931 à Paris.
Il expose au Salon des Artistes français entre 1905 et 1937. Il reçoit à cette occasion une médaille d'or en 1920, le prix Jean-Jacques-Henner en 1926, et une médaille d'honneur en 1934. En 1935, il est élu à l'Académie des beaux-arts.
Émile Aubry fut également un portraitiste mondain renommé, notamment Outre-Atlantique (portrait d'Alexandre Miniac).

## Œuvres
- Hylas entraîné sous les eaux, 1903, esquisse, Paris, école nationale supérieure des Beaux-Arts
- Silène enchaîné, 1905, déposé au musée public national de Sétif, Sétif, Algérie
- Virgile, 1907, Paris, école nationale supérieure des Beaux-Arts
- Aux temps héroïques, 1911, Alger, musée national des Beaux-Arts d'Alger
- Le Berger, Constantine, musée national Cirta
- L'Automne, 1912, non localisé, autrefois à Perpignan, musée Hyacinthe-Rigaud
- Le Parc abandonné, 1914, collection particulière[2]
- La Dame à la cape, 1922, musée national des beaux-arts du Québec[3]
- La rue du village, 1925, déposé à Varsovie, ambassade de France
- Hercule au jardin des Hespérides, 1929, Marseille, musée Cantini
- Portrait d'Eugène Désiré Piron, vers 1928,  Dijon, musée des Beaux-Arts
- Bacchanale, vers 1929, Roubaix, La Piscine, musée d'Art et d'Industrie André-Diligent (dépôt du musée d'Orsay)
- Le Soir, Troyes, musée d'Art et d'Archéologie
- Hommage aux morts de la guerre, 1935, esquisse, Paris, musée Carnavalet
- Hommage aux morts de la guerre, 1935, Paris, mairie du Ve arrondissement
- La Voix de Pan, 1936, étude, huile sur toile, Pau, musée des beaux-arts

### Liste des peintures orientalistes
- Les rois mages, Libourne, musée des Beaux-Arts
- Paysage montagneux, Paris, musée du Quai Branly - Jacques-Chirac
- Cueillette des oranges, Paris, musée du Quai Branly Jacques-Chirac

## Sources